# Cerreto d'Esi
Cerreto d'Esi és un comune (municipi) de la província d'Ancona, a la regió italiana de les Marques, situat a uns 50 quilòmetres al sud-oest d'Ancona. A 1 de gener de 2019 la seva població era de 3.650 habitants.
Cerreto d'Esi limita amb els municipis de Fabriano, Matelica i Poggio San Vicino.